# Serie A2 1992-1993 (pallacanestro maschile)
La Serie A2 Maschile 1992-1993 ha rappresentato il secondo livello del campionato italiano di pallacanestro maschile.

## Stagione regolare

### Classifica
|  |     | Classifica finale 1992-1993 | Pt | G  | V  | P  | PtF  | PtS  |
|  | --- | --------------------------- | -- | -- | -- | -- | ---- | ---- |
|  | 1.  | Sidis Reggio Emilia         | 44 | 30 | 22 | 8  | 2756 | 2571 |
|  | 2.  | Glaxo Verona                | 42 | 30 | 21 | 9  | 2491 | 2357 |
|  | 3.  | Hyundai Desio               | 40 | 30 | 20 | 10 | 2596 | 2486 |
|  | 4.  | Mangiaebevi Bologna         | 36 | 30 | 18 | 12 | 2758 | 2641 |
|  | 5.  | Ticino Assicurazione Siena  | 36 | 30 | 18 | 12 | 2655 | 2566 |
|  | 6.  | Fernet Branca Pavia         | 34 | 30 | 17 | 13 | 2938 | 2809 |
|  | 7.  | Telemarket Forlì            | 30 | 30 | 15 | 15 | 2507 | 2520 |
|  | 8.  | Burghy Modena               | 30 | 30 | 15 | 15 | 2628 | 2614 |
|  | 9.  | Cagiva Varese               | 30 | 30 | 15 | 15 | 2511 | 2501 |
|  | 10. | Tonno Auriga Trapani        | 28 | 30 | 14 | 16 | 2485 | 2512 |
|  | 11. | Teorematour Milano          | 28 | 30 | 14 | 16 | 2843 | 2891 |
|  | 12. | Banco Sardegna Sassari      | 28 | 30 | 14 | 16 | 2634 | 2721 |
|  | 13. | Yoga Napoli                 | 22 | 30 | 11 | 19 | 2696 | 2770 |
|  | 14. | Carife Ferrara              | 22 | 30 | 11 | 22 | 2503 | 2626 |
|  | 15. | Panna Firenze               | 20 | 30 | 10 | 20 | 2524 | 2668 |
|  | 16. | Medinform Marsala           | 10 | 30 | 5  | 25 | 2420 | 2692 |

## Risultati
Tabellone Gare Legabasket Serie A2 1992-93 Archiviato il 29 novembre 2014 in Internet Archive.

## Verdetti
- Promosse in Serie A1: Sidis Reggio Emilia, Glaxo Verona, Mangiaebevi Bologna
- Retrocesse in Serie B d'Eccellenza: Panna Firenze, Medinform Marsala
- la Burghy Modena cede il titolo alla Amici Pall. Udinese